# 斯文·隆格伦
斯文·隆格伦（瑞典語：Sven Lundgren，1896年9月29日—1960年6月18日），瑞典男子田径运动员。他曾代表瑞典参加1920年和1924年夏季奥林匹克运动会田径比赛，其中1920年奥运会获得一枚铜牌。